# Piège mortel à Hawaï
Série Triple B
Malibu Express
(1985) Picasso Trigger
(1988)
Pour plus de détails, voir Fiche technique et Distribution.
Piège mortel à Hawaï (Hard Ticket to Hawaii) est un film américain sorti en 1987, réalisé par Andy Sidaris. C'est le second de la saga Triple B.

## Synopsis
Deux agents américains des narcotiques sur la trace d'un trafic de drogue sont assassinés à Hawaï. Donna et Taryn - deux agents de terrain - interceptent par hasard une expédition de diamants destinés à un baron de la drogue, Seth Romero.
Pour réagir à l'assassinat des agents, Interpol envoie l'agent Rowdy Abilene, qui va trouver de belles filles, des pièges, des reptiles inhabituels...

## Fiche technique
- Titre français : Piège mortel à Hawaï[1]
- Titre original anglais : Hard Ticket to Hawaii
- Genre : action, aventure, espionnage, érotique
- Réalisation : Andy Sidaris
- Scénario  : Andy Sidaris
- Musique : Gary Stockdale
- Production : Arlene Sidaris (productrice), Tina Scott (productrice associée) pour Malibu Bay Films
- Photographie : Howard Wexler
- Format d'image : 1.85:1
- Montage : Michael Haight
- Durée : 100 min
- Décors : Sal Grasso, Peter Munneke
- Costumes : Fionn
- Maquillage : Richard Jerins
- Pays :  États-Unis
- Année de sortie : 1987

## Distribution
- Ronn Moss : Rowdy Abilene
- Dona Speir : Donna Hamilton
- Hope Marie Carlton : Taryn
- Cynthia Brimhall : Edy Stark
- Harold Diamond : Jade
- Rodrigo Obregon : Seth Romero